# Фрид, Александр
Александр Фрид (словац. Alexander Fried; 6 июня 1892, Стара-Быстрица — 15 января 1945, Стары-Горы) — словацкий партизан времён Второй мировой войны, член компартии Чехословакии.

## Биография
Родился 6 июня 1892 года в Старе-Быстрице (Австро-Венгрия). Родители: Жигмунд Фрид и Сидония Фридова (в девичестве Шлезингерова). Окончил среднюю школу, учился в торговой академии в Банской-Бистрице. Работал в различных заведениях Словакии. Член коммунистической партии Чехословакии.
В годы Второй мировой войны был деятелем антифашистского подполья в Жилине. В дни Словацкого национального восстания нёс службу во 2-й чехословацкой партизанской бригаде имени Милана Растислава Штефаника, позднее служил в 1-й чехословацкой бригаде имени Сталина.
Погиб 15 января 1945 года в боях с немцами около Стары-Гор. Посмертно награждён Орденом Словацкого национального восстания 1 степени.